# Sam Blakeslee (Musiker)
Sam Blakeslee (* 1989) ist ein US-amerikanischer Musiker (Posaune, Komposition) des Modern Jazz.

## Leben und Wirken
Blakeslee, der in Columbus (Ohio) aufwuchs, erhielt mit sechs Jahren erste Klavierstunden bei seiner Großmutter, einer ehemaligen Musiklehrerin und Chorleiterin. Danach hatte er einige Jahre regulären Klavierunterricht, bevor er in der Schulband zur Posaune wechselte. Während der Highschool spielte er Bluesgitarre, inspiriert von B. B. King, Jimi Hendrix und Stevie Ray Vaughan, bevor er sich dem Bigband-Jazz zuwandte. In seinem Abschlussjahr hatte er Gelegenheit im Columbus Youth Jazz Orchestra zu spielen und entschied sich daraufhin, professioneller Musiker zu werden. Er absolvierte zunächst den Bachelor-Jazzstudiengang an der Youngstown State University, um dann als klassischer Posaunist einen Master of Music an der University of Akron zu machen. Während seiner Zeit an der University of Akron war er Mitglied und Komponist der Akron Jazz Trombone Group, die 2013 den ersten Platz im Kai Winding Jazz Trombone Ensemble Wettbewerb der International Trombone Association gewann. 2010 besuchte er zudem einen Workshop am Steans Institute for the Young Artist in Ravinia mit Curtis Fuller, Rufus Reid, Nathan Davis und David Baker. 2014 nahm er am International Workshop for Jazz and Creative Music in Banff teil.
Blakeslee war 2013 bis 2014 Dozent für Jazzposaune an der Youngstown State University, um dann bis 2017 das Jazz Prep Program am Cuyahoga Community College zu leiten sowie Improvisation am Cleveland Institute of Music zu lehren. Ab Mitte der 2010er-Jahre spielte er im Cleveland Jazz Orchestra (Live in Believeland, 2017), dann mit Joe McCarthy & The New York Afro Bop Alliance Big Band (Upwards, 2019). Seit 2017 lebte er in New York City, wo er in der 55 Bar, im Smalls, Birdland und im Blue Note auftrat. Er arbeitete im Laufe seiner bisherigen Karriere mit Musikern wie Joe Lovano, Sean Jones, Dick Oatts, Ingrid Jensen, Aretha Franklin und Dennis Mackrel. Er trat bereits beim Fano Jazz Festival, Mosciano San Angelo Jazz Festival, dem Parma Jazz Festival und beim Deutschen Musikfest in Chemnitz auf.
Blakeslees Kompositionen wurden 2011 beim Betty Carter’s Jazz Ahead im Kennedy Center einem internationalen Publikum vorgestellt. Sein Debütalbum Sam Blakeslee Quintet: Selective Coverage erschien 2017 als Eigenproduktion mit guten Kritiken gefolgt von Live at Blu Jazz (2018) mit der großformatigen Sam Blakeslee Large Group, der u. a. Bobby Selvaggio, Dan Pugach, Dan Wilson, Jorn Swart, Cory Todd und David Smith angehörten. Anfang 2021 legte er mit einem Nonett das Album Another Day in Which to Excel vor. Die Musik des Albums entstand als Auftragskomposition für Jazzorchester, gefördert von der International Society of Jazz Arrangers and Composers. Zu hören ist er u. a. auch auf Remy Le Boeufs Album Architecture of Storms (2021).
Des Weiteren schrieb Blakeslee Musik für Kammerensembles, darunter die Komposition „Slow Growth / New Growth“, die vom Ravinia Steans Music Institute beim Bridges International Classical and Jazz Fusion Composition Competition mit dem David Baker Prize in Composition ausgezeichnet wurde. Das Stück, geschrieben für Streichquartett und Jazz-Trio (Klavier, Bass und Schlagzeug), wurde mit dem Avalon String Quartet im Martin Theatre in Highland Park (Illinois) uraufgeführt. 2019 wurde mit diesem Stück das Ravinia Festival eröffnet.

## Diskographische Hinweise
- Another Day in Which to Excel (2021), mit Remy Le Boeuf, Andrew Gutauskas, Stuart Mack, Jennifer Wharton, Brandon Coleman, Manuel Valera, Edward Perez und Jimmy Macbride
- The Long Middle (2021)
- Busy Body (2022)